# Сударгас
Сударгас (лит. Sudargas) — село в Шакяйском районе на западе Литвы.

## История
В средние века это был один из наиболее укрепленных оборонительных центров региона во время войны с тевтонами, и именно здесь находился жемайтийский замок Сударгас, сожженый тевтонами 24 июня 1317 года. После этого местность опустела. Только в начале XVI века, при королеве Польши и великой княгине Литовской Боне Сфорце началось заселение региона Панемуне, поселение начало расти.
Деревня упоминается в 1561 году.
В 1724 году магнат Ян-Николай Радзивилл добился от великого князя литовского прав города и получил разрешение иметь рынок и организовывать две ярмарки.
В 1748 году в Сударгасе была построена деревянная церковь.
12 мая 1792 года Станислав II Август даровал городу права и герб.
В 1795 году Сударгас был передан Пруссии, а затем Польше.
В XIX веке Сударгас стал важным центром книжной контрабанды: большой поток печатных материалов проходил через приходского священника Мартинаса Седерявичюса. 28 августа 1870 года Сударгас утратил статус города. В конце XIX века упоминается как населенный пункт Владиславовского уезда.
В 2003 году создан общественный центр Сударгас

### Археология
Сударгайский комплекс (также известный как комплекс курганов Гринайчай) состоит из двух курганов: Гринайчай I, он же Бальнакальнис, и Гринайчай II, он же Жидкапяй. Примыкает к Буркаичайскому комплексу, включающий в себя 3 кургана: Бургайчяй I (он же Ворпилис), Бургайчяй II (он же Пилайте) и Бургайчяй III.

## Демография
| 1888 | 1923 | 1959 | 1970 | 1979 | 1982 | 1987 | 1989 | 2001 | 2011 | 2021 |
| ---- | ---- | ---- | ---- | ---- | ---- | ---- | ---- | ---- | ---- | ---- |
| 932  | 257  | 119  | 91   | 71   | 70   | 72   | 77   | 85   | 35   | 33   |